# Спінола (рід)
Помилка Lua у Модуль:Navbar у рядку 61: Неприпустима назва {{subst:PAGENAME}}.
Спінола — одна з найдавніших і найважливіших родин Генуезької республіки. Разом із родинами Імперіале, Доріа, Фієскі, Негроні, Грімальді та Каттанео це була одна з сімей, що визначала політичне життя республіки. З цього роду походять 11 дожів, 13 кардиналів та 3 архієпископи Генуї.
У середньовіччі Спіноли, разом з Доріа і Негроні, представляли нову гібелінську пополанську знать, на відміну від сімей Фіескі та Грімальді, представників старої феодальної прогвельфської знаті. Політичний вплив родини Спінола досяг свого піку у XIII і XIV століттях.

## Важливі члени

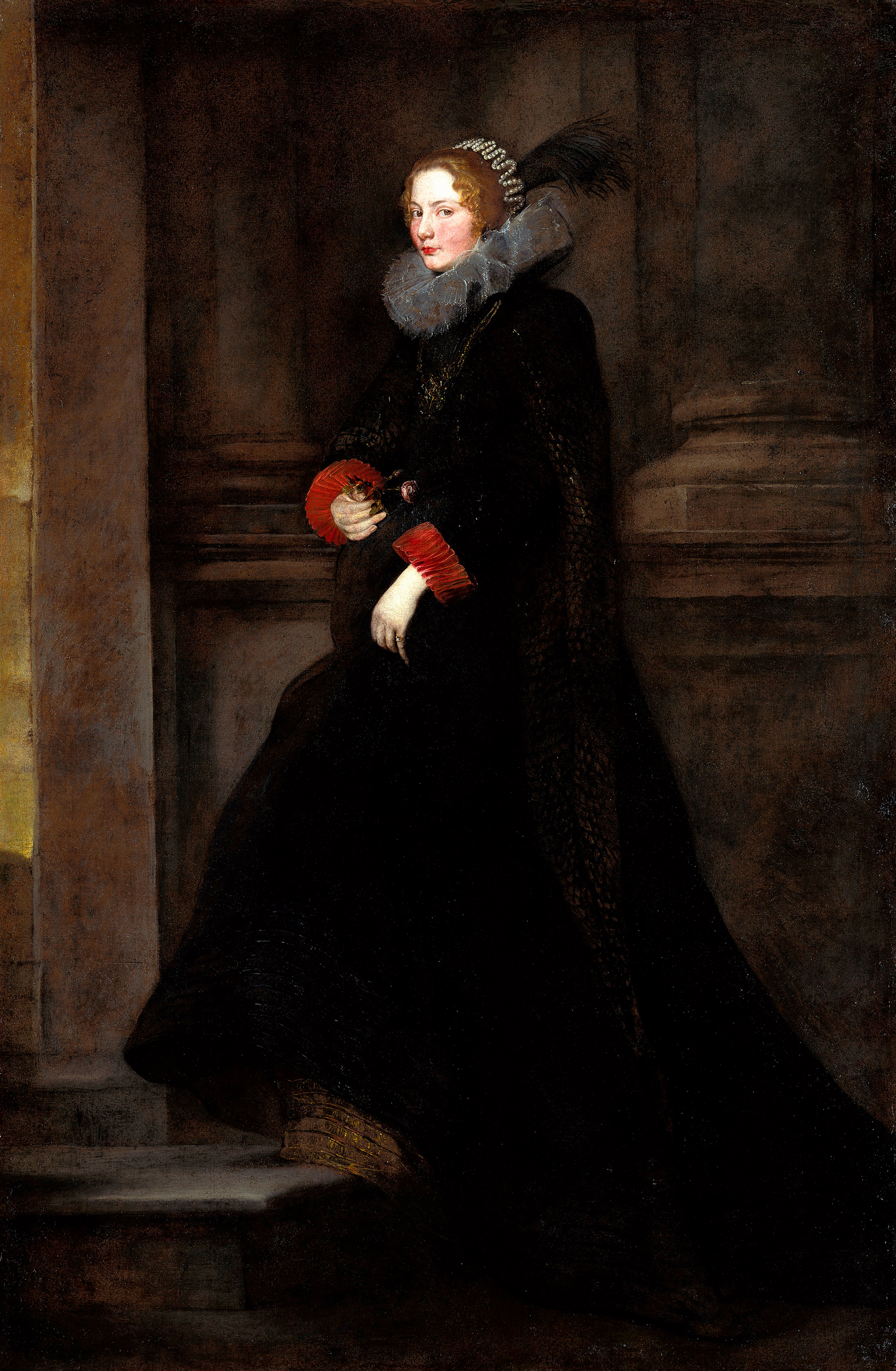
Маркіза Героніма Спінола, близько 1624 року. Антоніс ван Дейк. Картинна галерея (Берлін)

Родина, яка заснувала своє багатство на торгівлі, фінансах і придбанні землі, походить від Гвідо та Оберто, онуків Белу Бозумі. Гвідо Спінола, який воював як лицар під час Хрестових походів і кілька разів був консулом Генуї в 1102—1121 роках був одним із перших важливих членів родини. Його сини Ансальдо та Оберто, обидва де-факто губернатори міста як Капітані дель Пополо, є родоначальниками двох основних гілок Лукколі та Сан-Лука. Віа Лукколі — вулиця в історичному центрі Генуї, яка веде до міських стін у напрямку Валь Бізаньо. Численні родинні будинки та палаци були побудовані вздовж вулиці з 13 століття. Церква Святого Лукіана в старому місті була збудована на кошти Оберто Спінолою в 1188 році і з тих пір перебуває під патронатом сім'ї; тепер він належить сімейному фонду Fondazione Spinola, який організовує тут культурні, особливо музичні, заходи.
У 1237 р. подеста розкрив змову Гульєльмо Спінола, спрямований на захоплення влади в Генуї. Уряд ухвалив вигнати клан Спінола з Лігурії та знищити їхнє майно. Тільки заступництво місцевого архієпископа врятувало Спінола від повного розгрому.
У 1266 році Оберто Спінола об'єднав зусилля з Оберто Доріа, щоб усунути від влади іноземного подеста Генуї та реформувати управління республікою. Замість усунутого подеста вони створили дуумвірат двох капітано-дель-пополо, що обирались на 22 роки. На посади капітано-дель-пополо обрали Оберто Спінола та Оберто Доріа, через що він отримав неофіційну назву «дуумвірат двох Оберто». Його син Коррадо Спінола був одним з провідним адміралом під час видатної перемоги генуезького флоту над Пізою в битві при Мелорії в 1284 році. Приблизно в 1289 році Коррадо Спінола став капітано-дель-пополо замість свого батька Оберто. У 1301 році Коррадо Спінола залишив посаду капітано-дель-пополо, як і Ламба Доріа. Потім цю посаду замінив іноземний подеста та настоятель народу.
Галеотто Спінола був призначений капітано-дель-пополо в 1335 році разом з Раффаеле Доріа. Вони повалили в Генуї владу Роберта Неаполітанського. У 1435 році Франческо Спінола досяг успіху в облозі Гаети у війні за контроль над Неаполем. Незабаром після цього Франческо очолив повстання, яке поклало край правлінню в Генуї міланських Вісконті.
Представник династії був першим консулом Генуезької Ґазарії в Криму, а також деякими наступники консулами:
- 1266 Альберто Спінола
- 1384 Джіакомо Спінола
- 1411 Антоніо Спінола.

Великий італо-іспанський генерал Амброзіо Спінола, генерал-капітан армії Фландрії з 1603 по 1629 роки є членом цієї родини.

### Дожі Генуезької Республіки
- Баттіста Спінола, 47-й дож.
- Лука Спінола, 57-й дож.
- Сімоне Спінола, 66-й дож.
- Томазо Спінола, 90-й дож
- Андреа Спінола, 99-й дож.
- Алессандро Спінола, 112-й дож.
- Агостіно Спінола, 125-й дож.
- Лука Спінола, 129-й дож.
- Доменіко Марія Спінола, 151-й дож.
- Ніколо Спінола, 155-й дож.
- Фердинандо Спінола, 172-й дож.